# Fredens Torv
Fredens Torv i Aarhus er sammenhængende med Fredensgade og er et senklassicistisk torve- og gadeanlæg, anlagt efter en beslutning i 1849. Det første planlagte bykvarter i Aarhus uden for købstadsgrunden. Fredens Torv er forbundet med Mindegade med retning mod havnen mod sydøst, hvor byporten Mindeport stod, samt med Mindebrogade i retning af Aarhus Å mod øst, og derfra er der forbindelse med Skolegade og det gamle købstadcentrum. Torvet fortsættes mod vest i den samtidigt anlagte Fredensgade, der historisk følger den østlige afgrænsning af parcellerne i Søndergade (udlagt 1854) og Amaliegade (udlagt efter 1854). I den store rektangel syd for Fredensgade og Fredens Torv har Sabroes Fabrikker holdt til, i dag ligger Politigården sammen med diverse erhverv på området.

## Historie
Forud for anlæggelsen af Fredens Torv var området sparsomt bebygget og var en del af bymarken. Det lå uden for købstadgrunden. Den nærmeste bebyggelse havde forbindelse med Mindegade og dermed passagen fra Skolegade hen over åen og ned til de nyere havnemoler ved Dynkarken og Spanien.
Mindegades største ejendom var adelsgården Trods Katholm fra 1606, som kom til at præge Fredens Torvs ene side. I 1816 opførtes således en lang sidelænge til gården for handelshuset Mussmann & Schwedler, og i 1847 lod brændevinsbrænder Søren Thomsen opføre et imponerende treetagers pakhus med facade i grundmur og stadig synligt bindingsværk mod gården. Det har i dag adressen Fredens Torv 1-3.

### Konsortiet
Torvet og Fredensgade blev disponeret af et interessentskab ejet af tre mand: Brændevinsbrænder Søren Thomsen (1789-1857), amtmand, prokurator, godsejer af Moesgaard og politiker Torkild Christian Dahl (1807-1872) og prokurator og embedsmand J. Chr. Hee (1806-1861).
Thomsen var ejer af jorden i området og desuden ejer af Trods Katholm. Han afviklede i 1846 sin oprindelige forretning. Han satte samtidig sine tofter ved Jægergårdsmarken til salg, hvorved han igangsatte hele udstykningen. Tofterne blev således overtaget af det nævnte interessentskab, der også købte Trods Katholm (som Thomsen senere overtog alene og satte til salg i 1853). Thomsen opførte i 1847 desuden det nævnte pakhus på torvet, hvorefter han lod følgende indrykke i Århus Stiftstidende: ”Nogle Kornlofter i mit nye Pakhuus ere at faae tilleie. Aarhuus, den 26. December 1848, S. Thomsen.”

### Borgmesterens behandlede sin egen ansøgning
Interessentskabet ansøgte i 1847 Borgerrepræsentationen om fritagelse for bygningsafgift og toldvæsenet om fritagelse for konsumptionen.
Området lå ganske vist formelt på bymarken, men ifølge Anordning vedr. Brandvæsenet i Købstæderne af 6. april 1832 skulle et sådant område umiddelbart uden for købstadgrunden betragtes som en del af denne og behandles som sådan.
Borgerrepræsentationen kunne tiltræde ansøgningen, hvad der ikke kan undre, da behandlingen blev overdraget en kommission, der havde Hee som medlem! Begrundelsen var, at bygherrerne løb en særlig risiko, da de selv måtte bygge nogle af husene for at sætte projektet i gang. Fritagelsen for bygningsafgift skulle gøre det mere attraktivt for nye indbyggere. Selvom dispensationen først blev bekræftet af staten 20. juni 1850, blev projekteringen godkendt af Bygningskommissionen allerede i august 1849.
Ansøgningen om fritagelse for konsumption blev derimod overflødig, da konsumptionen blev ophævet ved lov i mellemtiden.

### Anlæggelsen og urealiserede planer om en gade mere
Undersøgelser har vist, at det første hus blev bygget til Hee i 1849 og var tegnet af arkitekt Hans Wilhelm Schrøder. Andre ejendomme blev opført af håndværksmester og skibsbygmester H. Thomsen og købmand Andreas Malling.
Århus Stiftstidende beskrev 4. oktober 1853, at konsortiet bag Fredens Torv havde planer om at anlægge endnu en gade: "parallel med Fredensgade, i Skillelinien med Hr. Kbm. Schandorffs Toft, at anlægge en lignende Gade, der saaledes vilde faae Udløb til Fiskergade lige for Fiskerbroen, som let omdannes til en Kjørebro." Avisen vurderede, at dette ville blive en "særdeles heldig Communicationslinie med Byens Midtpunkt." Disse planer blev forpurret af anlæggelsen af Søndergade. Avisen fandt, at Søndergade ville tilintetgøre "al Formitet for Anlægget", dvs. at der allerede i samtiden var blik for Fredens Torv/Fredensgades særlige plan.

### Uden for alting – også koleraen
Navnet Fredens Torv hænger nok sammen med freden efter Treårskrigen 1848-1850, eller rettere sagt hang det sammen med ønsket om fred, for da Hee gik i gang med at bygge sit eget hus, var byen besat af tyske tropper. I 1850 var huset så færdigt, og Hee flyttede ind i nummer 6. ”Jeg har efter min egen Skønsomhed en af de smukkeste, og bedste og mest bekvemme, Bopæle i Byen”, skrev han i et brev. Det var alle folk ikke enige i. Hee var nemlig også kæmner, så man skulle ud til hans private bolig for at betale skat.
Men den isolerede beliggenhed havde også sine fordele. I 1853 rasede en frygtelig koleraepidemi i Aarhus med mange døde til følge. Brændevinsbrænder Thomsen trådte til og ryddede ”nederste Etage i sit paa Fredenstorv beliggende Pakhus til Beboelse for Familier, hvis Leiligheder paa Grund af Koleraen skal desinficeres.”

### En smuk og enkel plan
Niels Jørgen Israelsen har i Den Gamle Bys Årbog 1967 angivet, at landinspektør Troels Wilhelm Honum tegnede gadeanlægget. Han flyttede dog først permanent til byen i 1850, men det udelukker selvfølgelig ikke, at han kan have fået denne opgave. Uanset hvad var det første gang, man tegnede en ny bydel.
Husene ligger som trukket efter en snor med facaderne i samme afstand fra gaden. Det er en klassicistisk, moderne tankegang. Arkitekturen blev præget af arkitekten Hans Wilhelm Schrøder. Han tegnede selv nogle af husene i en enkel, symmetrisk og klassicistisk stil, og hans eksempel smittede af på andre huse. Husene har pudsede facader. Bindingsværkets dage var talte. Resultatet blev det første næsten gennemplanlagte bykvarter i Aarhus.
Mod torvets vestside finder man de ældste eksempler i Aarhus på dybe grunde med forhus, mellemhus og baghus. Det gælder for de ejendommene, der blev anlagt i skellet mellem torvet og den senere Søndergade lige ved overgangen mellem Fredens Torv og Fredensgade.

### Lejlighedsplaner
Lejlighedsplanerne er ikke systematisk gennemgået for torvet og gaden, men en annonce fra 1869 giver et indtryk af indretningen af en af lejlighederne i byens første moderne udlejningskompleks, Fredensgade 9 på hjørnet af torvet og Fredensgade, også benævnt Fredens Torv 7:
"Til April Flyttedag 1869 er en Beboelsesleilighed i Stue-Etagen tilleie - som i flere Aar har været beboet af Ingenieurcapitain Dalgas - best. af 6 gibsede og tapetserede Værelser med 6 Kakkelovne. Værelserne ere følg: Et Værelse til Contoir paa 2 Fag, et Hjørneværelse paa 4 Fag, en Spisestue paa 3 Fag og 2 Værelser til Gaarden. Endvidere i Kjælderen Kjøkken med Comfur og øvrige dertil tilhørende Reqvisiter; ved den ene Side af dette et Pigekammer med Kakkelovn, ved den anden Side en stor Brændekjælder og bagved denne til Gaarden: Spisekammer og Fadebur med Borde, Rækker og Hylder. Fra Spisestuen en Snegletrappe ned til Kjøkkenet. Loftplads.forskelligt.... J. C. Fastrup" (Århus Stiftstidende 14.1. 1869).

### Knudepunkt
Fredens Torv blev med ét slag et vigtigt knudepunkt i byen, da man i 1862 tog jernbanen i brug. Banegården lå jo endnu længere uden for byen, og man kunne ikke komme dertil. Det vil sige, man kunne ikke komme over åen ved Søndergade, hvor de gamle skrænter var umulige at krydse.
I stedet måtte man over Mindebroen nede ved Skolegade og Fredens Torv. Pludselig var freden væk på torvet, og alt trafik til og fra banegården gik den vej. Det varede indtil 1884, da broen for enden af Søndergade (Strøget) blev taget i brug. Herefter var Sct. Clemens Bro og vejen frem mod banegården byens hovedstrøg – og Fredens Torv trådte lidt i baggrunden.

### Levevilkår i 1900-tallet
Flere erindringer berører livet på torvet. De fortæller en historie om, at kvarteret efterhånden mistede sit præg af borgerskabskvarter og blev et område for småhandlende og mindrebemidlede.
Tømrermester Kaj Fisker omtaler i 1981 sin opvækst i Fredensgade 20:
"Vi var 10 voksne og en halv snes børn i fem små lejligheder med toilet i gården, hvor der også var en hestestald. I et kvarter, hvor børnene skulle kridte skoene og stå fast. Dagligdagen i miljøet med dets mange småhandlende og værtshuse kunne være særdeles hårdt og kontant. Men også levende og spændende på en måde, børn i dag ikke kender."
Fra Ettie Schroeder, født 1924, berettes:
"Fredens Torv var et arbejdssted. Baggården hvor Ettie voksede op tilhørte Brødrene Kier, og Ettie og hendes bror vidste, at de ikke måtte forstyrre arbejderne. Der var meget klare regler for, hvad børnene måtte og hvad de ikke måtte. Hun husker tydeligt alle de lyde, der var rundt om i gårdspladsen - den særlige lyd af heste der gik over brostenene, lyden af bølgende jernplader, der blev læsset og råbende handlende ude fra torvet. Oven på lejligheden var et stor tørreloft hvor Ettie og hendes bror Georg legede meget."